# Locura en la literatura

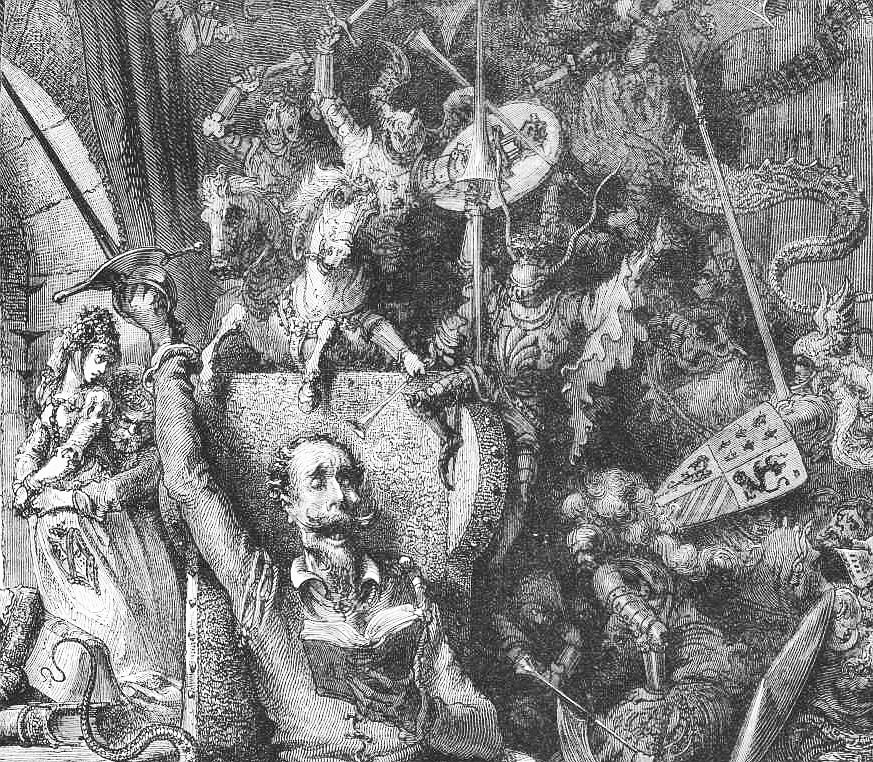
Gustav Dore - Don Quixote

La locura siempre ha sido un tema importante dentro de la literatura. Sin embargo, las visiones que de ella se han tenido a lo largo de la historia han ido cambiando con el tiempo y de acuerdo a los paradigmas sociales. 
De la misma manera en que han cambiado las explicaciones que se tienen de este fenómeno, han cambiado también las representaciones de la figura del loco. La sabiduría popular ha dado por sentado que la locura, como enfermedad de la psique, se refleja en la apariencia del individuo; esta opinión fue reforzada también por las obras de artistas y escritores a lo largo de varios siglos en occidente. Tanto en los chistes como en el escenario teatral, normalmente se representa a los locos como individuos extraños y desaliñados.

## Antigüedad
Habrá que distinguir, en primer término, los tópicos relacionados con la locura con las representaciones de la figura del loco que se manejaron en las distintas épocas. Para entender el concepto de la locura en la Grecia Antigua, es preciso recuperar el concepto de pathos como todo aquello que siente o experimenta en el alma sensible: la tristeza, la pasión, pero también enfermedades que se consideraban padecimientos ligados a la psyché.
No es gratuito que, en un principio, la filosofía se propusiera como una vía o ejercicio espiritual para desprenderse, por medio de la razón, de las pasiones del alma humana. Hace falta considerar el temor del hombre por incurrir en el estado de la hybris o desmesura, pues las corrientes del pensamiento estoicista que se mantuvieron en boga en el período que va de los siglos III a. C. hasta finales del siglo II d. C., hizo que la idea del “camino medio” fuera uno de los valores culturalmente más apreciados. De manera paradójica, esta búsqueda por la mesura a partir de ciertas actitudes o ejercicios espirituales convivía con las creencias de que el hombre y su destino estaban controlados por los dioses. En este contexto, la locura, asociada a los excesos, abusos, a la violencia y al libertinaje, estaba atrapada en una dicotomía: era temida y rechazada pero, al mismo tiempo, admirada, pues se asociaban los comportamientos irracionales con la injerencia de lo divino en la vida humana. 
La medicina griega clasificó en cuatro las manías, asociando a cada un dios: a Apolo correspondía la locura profética; a Dionisio la telesiaca o ritual. Por otro lado, las Musas estaban relacionadas con la creación poética, y Afrodita con la manía erótica. 
Conforme las acciones de los hombres comenzaron a adquirir más relevancia en el plano individual, se fueron sucediendo una serie de cambios que algunos estudiosos han designado como el nacimiento de “la cultura de la culpabilidad”, que liberó a la divinidad de cualquier responsabilidad en los patrones de conducta humanos. En este sentido, la aportación católica del libre albedrío permitió que surgieran nuevas actitudes respecto de las enfermedades en general, que dejaron de asociarse a la influencia, como en el caso griego,  de un dios o de un demon oscuro que causaba la locura.
En cuanto a las representaciones concretas de figuras de la locura, dentro de las deidades asociadas a los padecimientos mentales tenemos las Erinias, Dioniso, Afrodita, Ares, Eros, Lisa, Hera y Atenea.  Entre los personajes locos de la tragedia griega se encuentran Casandra, Orestes e Ío.

## Edad Media
La literatura de la Edad Media  exploró un tópico que está asociado fuertemente con la locura: el “tópico del mundo al revés”, que tiene origen en un recuso formal de la Antigüedad clásica que consistía en la enumeración de cosas imposibles. Propios de este tópico son imágenes que exploran la categoría de lo irracional: ciegos que conducen a ciegos, bueyes danzantes, aves que vuelan sin alas y padres de la iglesia que se encuentran en la taberna (esto último entendido sobre este tiempo). 
En la Edad Media cristiana, se consideraba a la locura como producto de los pactos con el diablo. Su representación, por ende, se centró alrededor de la figura de las brujas, vistas como personajes controlados por las fuerzas del mal. Dentro de esta visión, la persona loca era culpable de sus padecimientos mentales gracias a una supuesta debilidad moral. 

## Renacimiento y Barroco
El tópico del mundo al revés tuvo vigencia desde la temprana Edad Media con los Carmina burana hasta el Barroco con Quevedo como su principal exponente. 
Para el siglo XVI ya se comienzan a expresar dudas sobre las causas sobrenaturales de la locura y se perfila la idea de que esta era de origen físico y no un padecimiento del alma. La teoría de los humores tuvo amplia vigencia durante el Renacimiento y el Barroco, donde se dan, a la par de los descubrimientos médicos, las primeras exploraciones físicas de este fenómeno. 
De manera paralela, se explotó a la figura del loco como personaje: Erasmo de Róterdam le dio voz a la Dama Locura, convirtiendo su obra en una especie de sátira moral mediante la cual argumenta que la locura es una suerte de castigo del saber para quienes creen saber. Por otra parte, la literatura hispánica ha dado notables ejemplos con El cuerdo loco de Lope de Vega, El licenciado vidriera de Miguel de Cervantes, y, por supuesto, el Quijote.

## Mundo Moderno
El autocontrol era considerado como antídoto de la demencia dentro del hospital psiquiátrico de Bedlam en Londres para poder discernir a los internos de los visitantes. Thomas Tyron señala que  “el mundo no es sino un Bedlam en el que los que están más locos encierran a los que lo están menos”.
Los poetas románticos adoraron la imaginación como la empresa humana más noble. William Blake denunció el modelo empirista de la mente, identificado con la filosofía de Locke, como una burda visión mecanicista y afirmó que “el arte es el árbol de la vida”.
La vanguardia, especialmente en el París de Flaubert, Baudelaire, Verlaine y Rimbaud, sostuvo que el verdadero arte, por oposición al buen gusto que favorecía la burguesía, surgía de lo mórbido y lo patológico: la enfermedad y el sufrimiento encendían y liberaban el espíritu, a veces con ayuda del hachís, el opio y el ajenjo; las obras de la genialidad, pues, se forjaban en la fragua del dolor.
A su modo, Freud también perpetuó esta estigmatización finisecular al considerar el arte como hijo de la neurosis, cosa que inspiró en Virginia Woolf desconfianza acerca de los propósitos freudianos: el psicoanálisis, en caso de funcionar, sería la muerte del novelista.
Los colapsos nerviosos –a veces seguidos de suicidio– de creadores literarios alimentaron aún más el debate sobre la relación entre genio y locura. Woolf declaró: como experiencia puedo asegurarles que la locura es extraordinaria y no debe ser despreciada; en medio de su lava aún puedo encontrar la mayor parte de las cosas de las que escribo, esta explota de un todo que tiene forma acabada y no en meros fragmentos como ocurre con la cordura.
En épocas más recientes y quizá como un resultado irónico o una corriente retrógrada del movimiento de liberación femenina que cobró bríos a partir de la segunda mitad del siglo XIX, las mujeres llegaron a dominar los estereotipos culturales de los trastornos mentales y, por consiguiente, ellas han sido quienes reciben en mucha mayor proporción los tratamientos mentales tanto en las instituciones de custodia como fuera de ellas. 
Las novelas autobiográficas de Mary Wollstonecraft fomentaron la imagen gótica de un loco y/o una heroína víctima; la ficción sentimental hizo popular la figura de Ofelia: la joven decepcionada del amor y condenada a sufrir un colapso histérico seguido por una muerte prematura y exquisita; asimismo, la maníaca se volvió una figura prominente con Bertha Mason.